# Poblenou (metrostation)
Poblenou is een metrostation in het district Sant Martí in de buurt Poblenou van Barcelona, een voormalig industrieel gebied. Het station wordt aangedaan door lijn 4 en ligt onder de kruising van Carrer de Pujades met Carrer de Bilbao en Carrer de Lope de Vega. De perrons zijn 93 meter lang.
Het station werd geopend in 1977 als deel van de route van Barceloneta naar Selva de Mar.